# فيرنر شولر
فيرنر شولر (بالإسبانية: Werner Schuler)‏ هو لاعب كرة قدم باراغواياني في مركزي قلب الدفاع والدفاع، ولد في 27 يوليو 1990 في أسونسيون في باراغواي. لعب مع سبورت بويز ونادي ميلغار أريكيبا ونادي يونيفرسيتاريو.

## وصلات خارجية
- فيرنر شولر على موقع قاعدة بيانات كرة القدم.إي يو (الإنجليزية)
- فيرنر شولر على موقع ناشيونال فوتبول تيمز (الإنجليزية)
- فيرنر شولر على موقع Soccerway.com (الإنجليزية)